# Tabor (utrdba)
Tabor je manjša fortifikacija (utrdba), ki je bila značilna za srednji vek; predvsem za obdobje turških plenitev današnjega slovenskega ozemlja.
Osnovo za tabor je po navadi predstavljala cerkev na vrhu kakšne večje vzpetine (hriba), ki so jo za potrebe obrambe obdali z enostavnim obrambnim zidom. Ta oblika fortifikacije je nastala, ko lokalni fevdalni gospod ni mogel oz. ni hotel zagotoviti obrambe določenega ozemlja, zato so podaniki morali samo zagotoviti svojo obrambo. Po navadi so bili to le začasni, hitro sestavljeni zidovi iz takoj razpoložljivega materiala (les, ruševine, v skrajnem primeru so podrli kakšno bližjo zgradbo oz. uporabili nagrobnike,...). Tako zgrajeni tabori so bili po navadi majhni in so tako lahko sprejeli le manjše število ljudi (po navadi le prebivalce ene vasi). V krajih, kjer je bila možnost turških vpadov večja, so ponekod uvedli posebni davek oz. delovno obveznost, s katero so zagotovili stalno obzidje. Na splošno ti tabori niso imeli večje vojaške vrednosti, saj so bili slabo utrjeni, branili so jih slabo oboroženi kmetje, bili so omejeni na majhen prostor, ki je omejeval tudi količino oskrbe (hrana, pijača,...).
Poleg obrambne naloge so tabori, ki so bili nameščeni na večjih vzpetinah, imeli tudi nalogo obveščanja ostalih naselbin. Tako je prvi tabor, ki je opazil nevarnost, prižgal kres, ki je bil viden daleč na okoli. Bližnji tabor je zagledal prižgani kres in nato prižgal še svojega. Ta veriga se je nato nadaljevala, dokler celotna dežela ni bila obveščena o nevarnosti. S tem so lahko hitro mobilizirali vojsko in odgovorili na nevarnost.
V Sloveniji so bili med najbolj znanimi tabori tisti na Šmarni gori, Hrastovlje, Horjul, Podbrezje, Tabor nad Črničami, na Avstijskem Koroškem pa so znane Djekše.